# Pjetër Arbnori
Pjetër Arbnori, ursprungligen Filip Toma, född den 18 januari 1935 i Durrës i Albanien, död den 6 juli 2006 i Neapel i Italien, var en albansk politiker och författare och en högrankad medlem i Albaniens demokratiska parti. På grund av sin långa tid i fängelse kallas han ibland för Albaniens Mandela.

## Biografi
Pjetër Arbnori föddes i en fattig familj. Han fullbordade sina grundskolestudier och en femårig utbildning vid Tiranas universitet trots sin tidiga antipati för kommunismen i Albanien. Han anslöt sig till Albaniens socialdemokratiska parti och avfattade dess partipolitiska program. Han arresterades och dömdes till döden 1961, vilket omvandlades till 25 års fängelse. Efter sin fängelsetid dömdes han till ytterligare 10 års fängelse för att i hemlighet ha skrivit en novell och korta prosaberättelser. Efter sin frigivning 1989 anslöt han sig till den spirande demokratiska rörelsen mot kommunistsystemet. I december 1990 valdes han till ordförande i distriktet Shkodra för Albaniens demokratiska parti och 1991 blev han ledamot i Albaniens parlament.  Åren 1992-1997 var han parlamentets talman. Utöver hans politiska verksamhet har han givit ut flera litterära verk.

## Utgivningar
- "Kur dynden Vikinget", Tirana 1992.
- "Mugujt e mesjetës", Tirana 1993.
- "E bardha dhe e zeza", Tirana 1996.
- "Shtëpia e mbetur përgjysëm", Lezha 1997.
- "Vorbulla", Tirana 1997.
- "Brajtoni një vetëtimë e largët", Tirana 2000.

### Fotnoter
1. 1 2 3  Members A-Z since 1949, Europarådets parlamentariska församling, PACE medlems-ID: 3572.[källa från Wikidata]